# Pavlo Tjubinskyj
Pavlo Platonovitj Tjubinskyj (ukrainska: Павло Платонович Чубинський, född (15) 27 januari 1839, Boryspil, Lillryssland, Ryska imperiet, död 16 januari 1884 i Boryspil, var en rysk/ukrainsk poet, etnograf och folklorist.  
Tjubinskyj studerade juridik i Kiev och blev senare medlem av den av det ryska geografiska sällskapet tillsatta kommissionen för undersökning av västra Ryssland. Resultaten av sin verksamhet publicerade han i ett verk på sju band, som utkom på ryska i Sankt Petersburg 1872–77, och med sina rikhaltiga samlingar av folksägner, seder och bruk samt statistiska uppgifter är av stor betydelse för kännedomen om det ukrainska folket. Hans dikt "Sjtje ne vmerla Ukraina" (Ukraina har ännu inte försvunnit) sattes till musik och blev Ukrainas nationalsång. 